# تقدیر یک فرشته
تقدیر یک فرشته نام سریالی بود با بازی مایته پرونی و ویلیام لوی که از شبکه پی ام سی خانواده پخش می شد.
این فیلم توسط شرکت تله نووا در سطح جهان به زبان های مختلف دوبله و پخش شد.

## خلاصه داستان
داستان درباره دختری است به نام ماریچوی(ماریچی)که از بچگی در یتیم خانه ها بزرگ شده و پدر و مادر اصلی خود را ندیده و الان پیش زنی مهربان به نام کندی که یک اتوکشی دارد زندگی میکند.ماریچی شخصیتی سرکش اما مهربان دارد.سال ها پیش مردی در حین مستی سعی به تجاوز به او داشته و این خاطره دردناک‌باعث کابوس های مکرر و ترس او از جنس مخالف شده است اما تمام این ها با ورود خوان میگل مردی که به تازگی همسر خود را از دست داده و با دخترش زندگی میکند عوض خواهد شد